# Flagge von Neufundland und Labrador
Die Flagge von Neufundland und Labrador wurde 1980 eingeführt. Sie weist ein Seitenverhältnis von 2:1 auf und vereint verschiedene Symbole. Neben der Flagge von Québec ist sie die einzige Flagge einer kanadischen Provinz, auf der nicht das Provinzwappen abgebildet ist.
Die Flagge besteht aus zwei Teilen, die beide weiß umrandet sind. Im linken (etwas schmaleren) Teil sind vier blaue rechtwinklige Dreiecke abgebildet, die jeweils durch einen weißen Streifen voneinander getrennt sind. Die rechte Hälfte zeigt zwei rot umrandete weiße rechtwinklige Dreiecke, dazwischen ein rotumrandeter, nach rechts zeigender goldener Pfeil.
Das Blau symbolisiert das Meer, das Weiß den Schnee und das Eis des Winters, das Rot die Anstrengungen und die Mühsal der Bewohner von Neufundland und Labrador, die goldene Farbe das Vertrauen der Einwohner auf sich selbst. Die blauen Dreiecke sind so angeordnet, dass sie an die britische Union Flag erinnern; sie stehen für das britische Erbe der Einwohner von Neufundland und Labrador. Die beiden rotumrandeten Dreiecke symbolisieren die zwei Regionen der Provinz, das Festland und die Insel. Der Pfeil zeigt in eine bessere Zukunft und hat, wenn die Flagge vertikal hängt, Ähnlichkeiten mit einem Schwert, das die erbrachten Opfer der Soldaten ehrt. Die rot umrandeten Dreiecke und der Pfeil bilden zusammen einen Dreizack, der die Abhängigkeit der Provinz von der Fischerei und den Ressourcen des Meeres repräsentiert.

## Ursprung der heutigen Flagge
Ende der 1970er Jahre setzte Brian Peckford, der damalige Premierminister, eine Kommission ein, um eine neue Flagge zu entwerfen. Seit dem Beitritt zur Kanadischen Konföderation am 31. März 1949 hatte die Provinz die britische Union Flag verwendet.
Der Newfoundland Historic Trust, die Newfoundland Historical Society und der St. John’s Folk Arts Council empfahlen dem neufundländischen Abgeordnetenhaus die Einführung der grün-weiß-rosa Trikolore, die während des 19. Jahrhunderts weit verbreitet gewesen war und später fast in Vergessenheit geriet. Die Trikolore hat zwar Ähnlichkeiten mit der Flagge Irlands (auch in der Symbolik), ist jedoch fünf Jahre älter als diese und auch die älteste Flagge der Welt mit der Farbe Rosa.
Die Kommission lehnte den Vorschlag jedoch ab und sprach sich für den Vorschlag des Künstlers Christopher Pratt aus. Am 28. Mai 1980 nahm das Abgeordnetenhaus die neue Flagge an. Sie wurde erstmals am 28. Juni 1980 gehisst, am Jahrestag der Landung von Giovanni Caboto.

## Trikolore

Trikolore

Eine beliebte, aber inoffizielle Flagge ist die Neufundland-Trikolore. Sie besitzt ein Seitenverhältnis von 2:1 und zeigt drei gleich breite Pfähle in den Farben Grün, Weiß und Rosa. Die Flagge soll 1843 in St. John’s von Michael Anthony Fleming entworfen worden sein, dem römisch-katholischen Bischof von Neufundland. Die Robbenjäger sammelten außerhalb der Jagdsaison Feuerholz für Kirchen, Schulen und andere soziale Einrichtungen. Dabei versuchten katholische und protestantische Holzsammler, die Gegenseite jeweils zu übertreffen, was oft zu Handgreiflichkeiten führte. Die protestantischen Engländer markierten ihr Holz mit rosa Flaggen, die katholischen Iren mit grünen Flaggen.
Als die Auseinandersetzungen immer gewalttätiger wurden, schlug der Parlamentsvorsitzende William Carson vor, den Bischof als Vermittler einzusetzen. Bischof Fleming band die Flaggen der Konfliktparteien mit einem weißen Taschentuch zusammen, der Frieden symbolisieren sollte. Zwar kann diese Entstehungsgeschichte nicht genau belegt werden, doch die Flagge verbreitete sich rasch und wurde wiederholt vor allem von jenen verwendet, die gegen einen Beitritt Neufundlands zur Kanadischen Konföderation waren. Zu Beginn des 20. Jahrhunderts fiel die Flagge zunehmend außer Gebrauch.

## Ensigns
Von 1904 bis 1931 waren die Red Ensign und die Blue Ensign mit dem Großen Siegel im Flugteil die inoffiziellen Flaggen Neufundlands. Handelsschiffe verwendeten die Red Ensign, Schiffe der Regierung die Blue Ensign. Das Parlament des damals unabhängigen Staates führte keine der beiden Flaggen offiziell ein, doch die Red Ensign wurde zu Lande und zu Wasser so oft verwendet, dass sie als inoffizielle Staatsflagge gelten konnte. Auf dem Siegel abgebildet ist Merkur, Gott des Handels, der Britannia einen knienden Fischer mit Netz zeigt und ihr den Reichtum des Meeres anbietet. Über den drei Personen befindet sich eine Schriftrolle mit den Worten Terra Nova, am unteren Rand der Wahlspruch Haec Tibi Dona Fero („Diese Geschenke bringe ich dir“).

## Union Flag

Union Flag

Die alte offizielle Flagge Neufundlands war die britische Union Flag. Sie wurde 1931 eingeführt und bis zur Suspendierung der Selbstverwaltung im Jahr 1934 verwendet. 1952, drei Jahre nach dem Beitritt zu Kanada, führte die Provinzregierung die Union Flag wieder als offizielle Provinzflagge ein und verwendete diese bis 1980. Die Sektion Neufundland und Labrador der Veteranenorganisation Royal Canadian Legion erkennt die neue Flagge Neufundlands bis heute nicht an, da während der beiden Weltkriege die neufundländischen Soldaten unter der Union Flag dienten. Die Royal Canadian Legion hisst die Union Flag bei allen ihren offiziellen Anlässen.

## Flagge der Frankoneufundländer

Flagge der Frankoneufundländer

Die Flagge der Fédération des Francophones de Terre-Neuve et du Labrador, der Vertretung der französischsprachigen Bevölkerung der Provinz, basiert auf der französischen Trikolore und der Flagge der Akadier. Sie besteht aus drei ungleich großen Feldern in Blau, Weiß und Rot, wobei die Felder schräg geteilt sind. An der Trennlinie zwischen dem weißen und dem roten Feld sind zwei gelbe Segel abgebildet. Das obere Segel weist zudem einen Fichtenzweig auf, das untere Segel eine Schlauchpflanze. Beide Embleme sind schwarz umrandet.
Die Segel symbolisieren baskische, bretonische und französische Fischer, die zu Beginn des 16. Jahrhunderts in diese Gegend kamen. Zudem stehen die Segel für Tatkraft und Fortschritt. Die gelbe Farbe stammt vom Stern auf der Flagge der Akadier. Der Fichtenzweig ist das Emblem Labradors, die Schlauchpflanze die offizielle Blume der Provinz.

## Flagge von Labrador

Flagge von Labrador

Labrador, der Festlandteil der Provinz, besitzt eine eigene inoffizielle Flagge. Sie besteht aus drei horizontalen Streifen in den Farben Weiß, Dunkelgrün und Hellblau, wobei der mittlere dunkelgrüne Streifen halb so breit ist wie die beiden anderen. In der linken oberen Ecke, im weißen Streifen, ist zudem ein grüner Fichtenzweig abgebildet.
1973 rief die Regierung Neufundlands ihre Bürger dazu auf, im Hinblick auf den 25. Jahrestag des Beitritt der Provinz zur Kanadischen Föderation verschiedene Projekte kultureller Art zu verwirklichen. Michael Martin, der Abgeordnete des Wahlkreises Labrador Süd, nahm dies zum Anlass, gegen die Gleichgültigkeit von Premierminister Joey Smallwood gegenüber Labrador zu protestieren. Er entwarf zusammen mit Gleichgesinnten eine Flagge, um Labrador bewusst von der dominierenden Insel zu unterscheiden und dem vernachlässigten Festlandteil der Provinz eine eigene Identität zu geben.
Martins Ehefrau nähte 64 Flaggen: Je eine für die 59 Ortschaften in Labrador, je eine für die drei Abgeordneten Labradors im Provinzparlament sowie zwei für das Ehepaar Martin persönlich. Die Flaggen wurden an die Ortschaften versandt und dort am 31. März 1974 gehisst, genau 25 Jahre nach dem Beitritt der Provinz zu Kanada. Die drei Abgeordneten erhielten ihre Flaggen am 1. April in St. John’s im Rahmen einer öffentlichen Feier im Parlamentsgebäude.

## Flagge von Nunatsiavut

Flagge von Nunatsiavut

Seit dem 1. Dezember 2005 besitzt auch die selbstverwaltete Region Nunatsiavut der Inuit eine eigene Flagge. Sie wurde von der Labrador Inuit Association eingeführt und zeigt, ähnlich wie die Flagge von Nunavut, ein Inuksuk, ein Steinhaufen, der die Menschen leitet bzw. sakrale und andere spezielle Orte markiert. Die Farben Weiß, Dunkelgrün und Hellblau entsprechen jenen der Flagge von Labrador.